# Conclave de 1572
Le conclave de 1572 se déroule à Rome, du 12 au 13 mai 1572, juste après la mort du pape Pie V et aboutit à l'élection du cardinal Ugo Boncompagni qui devient le pape Grégoire XIII.

## Source
- (en) Cet article est partiellement ou en totalité issu de l’article de Wikipédia en anglais intitulé « Papal conclave, 1572 » (voir la liste des auteurs).